# Deena Kastorová
Deena Michelle Kastorová, za svobodna Drossinová (* 14. února 1973), je bývalá americká atletka, běžkyně, jejíž specializací byly především dlouhé tratě. Získala bronzovou medaili v ženském maratonu na olympijských hrách 2004 v Athénách v Řecku. Je také osminásobnou národní šampionkou v cross country.